# پرسلی هارت
پرسلی هارت (انگلیسی: Presley Hart؛ زاده ۱ دسامبر ۱۹۸۸) یک بازیگر پورنوگرافی اهل ایالات متحده آمریکا است.

## جایزه‌ها
| سال  | جشنواره    | نتیجه    | جایزه                                | کار انجام شده |
| ---- | ---------- | -------- | ------------------------------------ | ------------- |
| 2013 | جایزهٔ AVN  | نامزدشده | بهترین بازیگر زن                     |               |
| 2013 | جایزه XBIZ | نامزدشده | بهترین ستاره کوچک                    |               |
| 2014 | جایزه AVN  | برنده    | Unsung Female Performer of the Year] |               |